# Monte San Primo
Der Monte San Primo ist ein 1686 m s.l.m. hoher Berg in der italienischen Provinz Como in der Lombardei.

## Geographie
Der Monte San Primo gehört zur Tambogruppe gehörenden Untergruppe Alta Brianza. Nach SOIUSA-Einteilung ist er Teil der zu den Luganer Voralpen zählenden Untersektion Comer Voralpen. Er bildet den höchsten Gipfel auf dem Dorsale del Triangolo Lariano zwischen den südlichen Armen des Comer Sees. An der Nordflanke des Monte San Primo entspringt der in den Comer See mündende Torrente Perlo.

## Routen
Mehrere Wanderwege führen auf den Gipfel. Von Piano Rancio (960 m), einem Ortsteil von Bellagio, ist er in 1 ½  Stunden zu erreichen. Der Berg ist auch ein beliebtes Ziel für Mountainbiker sowie für Wintersportler.

## Weblinks

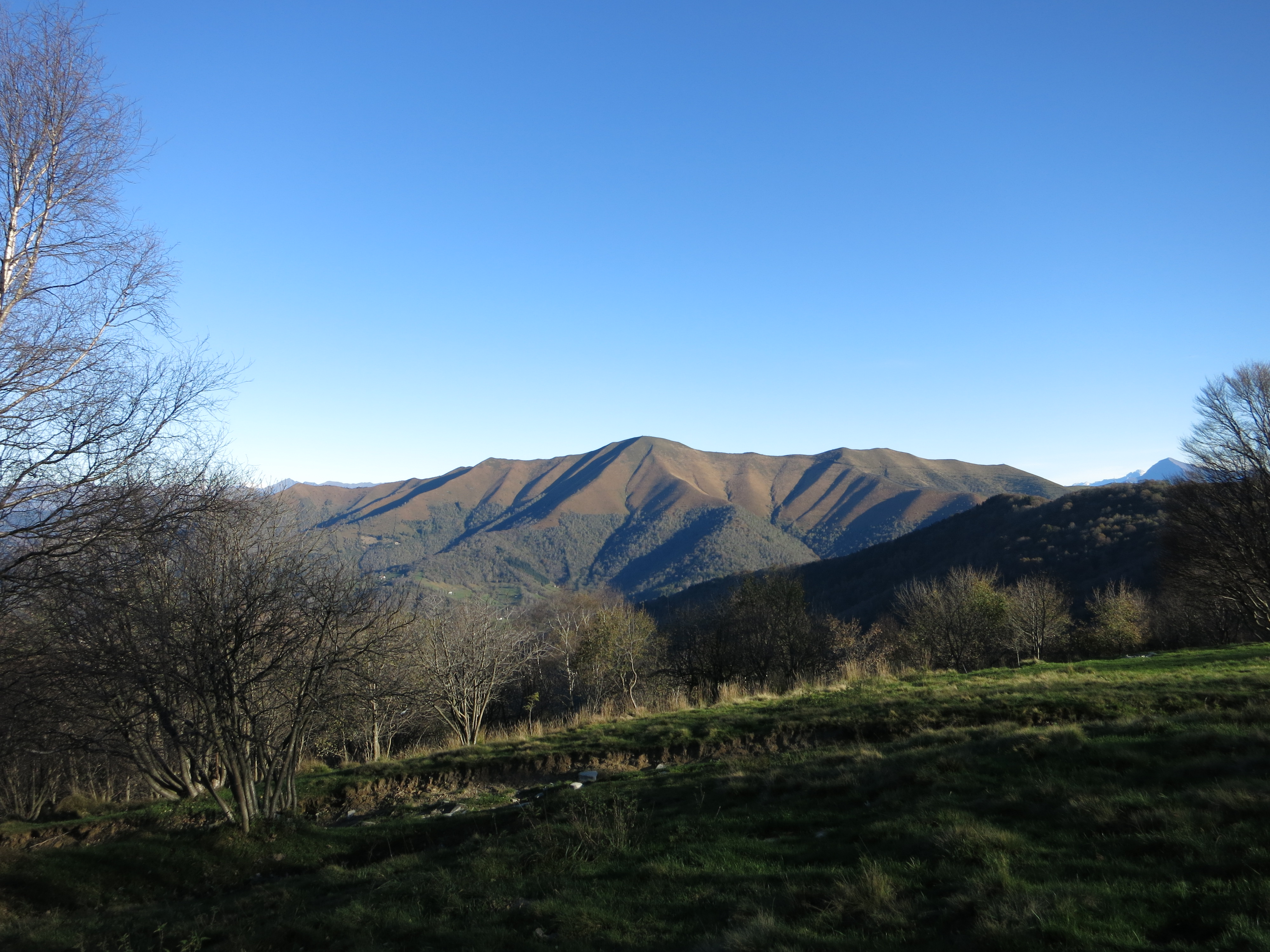
Monte San Primo, Blick von Süden
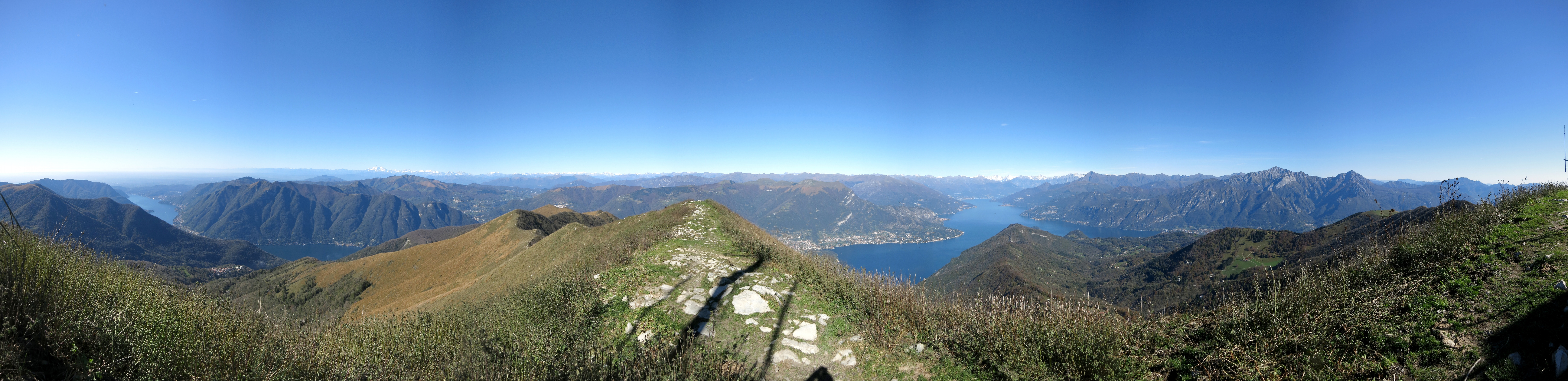
Panorama vom Gipfel
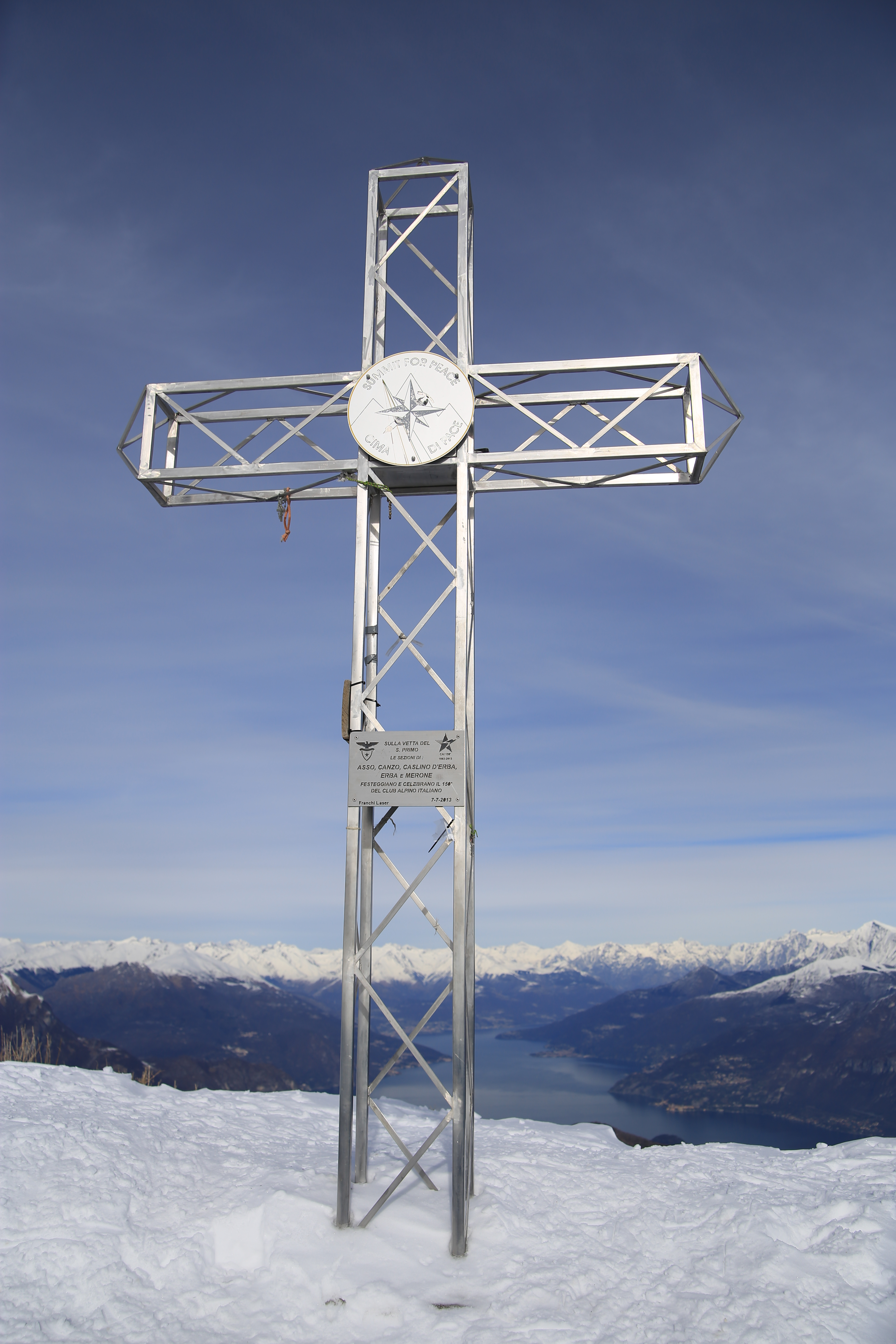
Gipfelkreuz